# Почесні громадяни Вознесенська
Список почесних громадян міста Вознесенськ:
| № з/п | Почесний громадянин              | Коротко про особу | Дата присвоєння |
| ----- | -------------------------------- | --- | --------------- |
| 1     | Кернер Сергій Мойсейович         | генеральний директор ЗАТ «ВОЗКО» | 03.06.2003      |
| 2     | Артьоменко Анатолій Павлович     | Герой Радянського Союзу, учасник бойових дій Великої Вітчизняної війни, визволитель міста Вознесенська від німецько-фашистських загарбників                                                       | 23.07.2004      |
| 3     | Адамов Анатолій Миколайович      | пенсіонер | 07.06.2005      |
| 4     | Зайвий Федір Федорович           | пенсіонер | 07.06.2005      |
| 5     | Момотенко Олександр Іванович     | Герой України, учасник бойових дій Великої Вітчизняної війни, визволитель міста Вознесенська від німецько-нацистських загарбників                                                                 | 22.05.2009      |
| 6     | Суслов Валентин Васильович       | Доктор медичних наук, професор, почесний діяч науки і техніки України, завідувач відділенням анестезіології та інтенсивної терапії Інституту урології Національної академії медичних наук України | 20.05.2011      |
| 7     | Гержов Юрій Іванович             | Народний депутат України | 24.05.2013      |
| 8     | Чижевський Георгій Дмитрович     | ветеран Великої Вітчизняної війни, чемпіон Миколаївської області, України та Європи з плавання | 20.05.2016      |
| 9     | Марченко Дмитро Олександрович    | начальник Головного управління розвитку та супроводження матеріального забезпечення Збройних сил України                                                                                          | 21.04.2017      |
| 10    | Колейник Семен Андрійович        | Підполковник, екс-командир батальйону «Фенікс» | 21.04.2017      |
| 11    | Бондар Олександр Борисович       | загиблий учасник АТО, уродженець міста Вознесенська | 19.04.2019      |
| 12    | Бойко Олександр Олександрович    | загиблий учасник АТО, уродженець міста Вознесенська | 19.04.2019      |
| 13    | Гречаний Володимир Володимирович | загиблий учасник АТО, уродженець міста Вознесенська | 19.04.2019      |
| 14    | Костенко Костянтин Олегович      | загиблий учасник АТО, уродженець міста Вознесенська | 19.04.2019      |
| 15    | Карбівничий Сергій Васильович    | загиблий учасник АТО, уродженець міста Вознесенська | 19.04.2019      |
| 16    | Каленик Сергій Валерійович       | загиблий учасник АТО, уродженець міста Вознесенська | 19.04.2019      |
| 17    | Ліптуга Олександр Сергійович     | загиблий учасник АТО, уродженець міста Вознесенська | 19.04.2019      |
| 18    | Макаров Сергій Володимирович     | загиблий учасник АТО, уродженець міста Вознесенська | 19.04.2019      |
| 19    | Домущей Олексій Іванович         | ветеран Другої світової війни | 24.04.2020      |